# 奈須正裕
奈須 正裕（なす まさひろ、1961年 - ）は、日本の教育学者。上智大学総合人間科学部教育学科教授。徳島県徳島市出身。専門は学校教育学、教育方法学、教育心理学、カリキュラム論。

## 来歴
1961年徳島県徳島市生まれ。徳島市加茂名中学校、徳島市立高等学校を経て、1985年徳島大学教育学部（小学校教員養成課程）卒業。1987年東京学芸大学大学院教育学研究科教育心理学専攻修士課程修了。1992年東京大学大学院教育学研究科教育心理学専攻博士課程単位取得退学。1994年東京大学より博士（教育学）の学位を取得。神奈川大学経営学部助教授、国立教育研究所（現・国立教育政策研究所）室長、立教大学文学部教授などを経て、上智大学総合人間科学部教育学科教授。2016年より、放送大学客員教授を務める。
新学習指導要領に関わり、中央教育審議会初等中等教育分科会教育課程部会、教育課程企画特別部会、総則・評価特別部会、幼児教育部会、中学校部会、生活・総合的な学習の時間ワーキンググループ、小学校におけるカリキュラム・マネジメントの在り方に関する検討会議、小学校段階における論理的思考力や創造性、問題解決能力等の育成とプログラミング教育に関する有識者会議、2020年代に向けた教育の情報化に関する懇談会等の委員として、重要な役割を担う 。

## 著作

### 単著
- 『教科の本質を見据えたコンピテンシー・ベイスの授業づくりガイドブック　資質・能力を育成する15の実践プラン』明治図書出版、2017年11月。ISBN 978-4-18-230924-3。
- 『小学校新学習指導要領ポイント総整理 総則』東洋館出版社、2017年9月。ISBN 978-4491033969。
- 『資質・能力と学びのメカニズム』東洋館出版社、2017年5月。ISBN 978-4-491-03363-1。
- 『よくわかる 小学校・中学校 新学習指導要領全文と要点解説』教育開発研究所、2017年5月。ISBN 978-4865607208。
- 『子どもと創る授業 -学びを見とる目、深める技-』ぎょうせい、2013年1月。ISBN 978-4324096208。
- 『教師という仕事と授業技術』ぎょうせい、2006年4月。ISBN 978-4324078334。
- 『やる気はどこから来るのか: 意欲の心理学理論』北大路書房、2002年11月。ISBN 978-4762822803。
- 『学校を変える教師の発想と実践』金子書房、2002年5月。ISBN 978-4-7608-2307-9。
- 『総合学習を指導できる"教師の力量"』明治図書出版、1999年6月。ISBN 978-4-18-168403-7。
- 『学ぶ意欲を育てる　子どもが生きる学校づくり』金子書房、1996年4月。ISBN 978-4-7608-9234-1。

### 論説
- 浅沼茂、奈須正裕・市川伸一「「学力低下論」への反論」『学力問題・ゆとり教育』広田照幸監修、山内乾史・原清治編著、日本図書センター〈リーディングス日本の教育と社会 第1巻〉、2006年11月。ISBN 4-284-30116-0。

### 共著
- 『カリキュラムと学習過程』（放送大学教材）浅沼茂、奈須正裕/編著、放送大学教育振興会、2016年3月。ISBN 978-4-595-31598-5。
- 『国語授業UDのつくり方・見方』桂聖、奈須正裕/著学事出版、2016年2月。ISBN 978-4761921613。
- 『教科の本質から迫るコンピテンシー・ベイスの授業づくり』奈須正裕、江間史明/編著、図書文化社、2015年11月。ISBN 978-4810056594。
- 『知識基盤社会を生き抜く子どもを育てる　コンピテンシー・ベイスの授業づくり』奈須正裕、久野弘幸、齊藤一弥/編著、ぎょうせい、2014年7月。ISBN 978-4-324-09830-1。
- 『答えなき時代を生き抜く子どもの育成』奈須正裕、諸富祥彦/編著、図書文化社、2011年8月。ISBN 978-4810015928。
- 『授業時数増に対応する時間割編成』奈須正裕、小山儀秋/編、教育開発研究所、2008年11月。ISBN 978-4873805139。
- 『小学校学習指導要領の解説と展開 総合的な学習編』安彦忠彦監修、奈須正裕、藤本勇二、久野弘幸/著、教育出版、2008年8月。ISBN 978-4316802480。
- 『小学校教科担任制　こうすればうまくいく!』奈須正裕、桂聖/著、ぎょうせい、2007年8月。ISBN 978-4-324-08099-3。
- 『子どもが本気になる授業づくり　各教科・領域等の単元・題材づくりから発問・板書まで　子どもの真の学力向上をめざして』奈須正裕、福岡教育大学附属福岡小学校/著、明治図書出版、2007年6月。ISBN 978-4-18-262015-7。
- 『学びを深める食育ハンドブック　小学校食育の決定版!』奈須正裕、藤本勇二/編著、金丸弘美〔ほか〕著、学研プラス、2007年3月。ISBN 978-4-05-152363-3。
- 『新世紀の学力づくり　調和的に展開する教科・総合的学習』奈須正裕、寺尾慎一、福岡教育大学教育学部附属福岡小学校/著、明治図書出版、2001年5月。ISBN 978-4-18-202013-1。
- 『学ぶこと・教えること　学校教育の心理学』鹿毛雅治、奈須正裕/編著、金子書房、1997年4月。ISBN 978-4-7608-3408-2。

### 監修
- 『学びを創る　ひらかれた学校・大岡の挑戦!』奈須正裕監修、横浜市立大岡小学校/著、黎明書房、2003年2月。ISBN 978-4-654-01715-7。
- 『確かな力を育む総合学習　附属山口小のカリキュラムと評価』奈須正裕監修、山口大学教育学部附属山口小学校/著、明治図書出版、2001年12月。ISBN 978-4-18-066644-7。
- 『自立・交流・挑戦を軸とした学校づくり』奈須正裕監修、山形市立第四小学校/著、黎明書房、2001年11月。ISBN 978-4-654-01697-6。